# Устименко Борис Павлович
Борис Павлович Устименко (2002—2024) — матрос збройних сил України, учасник російсько-української війни.

## Життєпис
Народився 14 листопада 2002 року в Золотоноші. Там закінчив школу.
Навчався на історичному факультеті Чернівецького національного університету. На 2 курсі взяв академ відпустку та в віці 19 років приєднався до 92 батальйону 107 окремої бригади територіальної громади. Брав участь в бойових діях в районі Авдіївки та Бахмута. 
Пізніше підписав контракт з 38 ОБрМП, де був оператором FPV-дрону.
Загинув 11 вересня 2024 року (за іншими даними 10 вересня 2024).

## Нагороди
- Орден «За мужність» III ступеня — за особисту мужність, виявлену у захисті державного суверенітету та територіальної цілісності України, самовіддане виконання військового обов'язку[3].